# 泊居駅
泊居駅（とまりおるえき）(ロシア語:Томари)は、樺太泊居郡泊居町に存在した鉄道省樺太西線および王子泊居軌道の駅である。2023年現在はロシア鉄道公開株式会社の極東鉄道支社が運営している。

## 歴史
- 1918年（大正7年）6月：大栄炭鉱開山に伴い王子泊居軌道が開業[1]。
- 1930年（昭和5年）11月1日：樺太庁鉄道西海岸線追手駅 - 当駅間が開業[2]。
- 1937年（昭和12年）12月1日：当駅 - 久春内駅間延伸開業。
- 1943年（昭和18年）4月1日：南樺太の内地化により鉄道省に移管、王子泊居軌道が旅客営業開始[3]。
- 1945年（昭和20年）8月：ソ連軍が南樺太へ侵攻、占領し、駅も含め全線がソ連軍に接収される。
- 1946年（昭和21年）
  - 2月1日：日本の国有鉄道の駅としては廃止。
  - 4月1日：ソ連国鉄に編入。ロシア語駅名は「トマリ(Томари)」。

## 運行状況
- 上りは本斗駅行きが2本、真岡駅行きが2本運行されていた。
- 下りは久春内駅行きが3本が運行されていた。
- 2023年4月現在はユジノサハリンスク行きが1日1本、ホルムスク行きが月・金・土に1日2本が運行されている。[4]

## 駅周辺
- 泊居町役場
- 王子製紙泊居工場

## 隣の駅
鉄道省樺太鉄道局
樺太西線
杜門駅-  泊居駅 - 苫虫駅

## ギャラリー

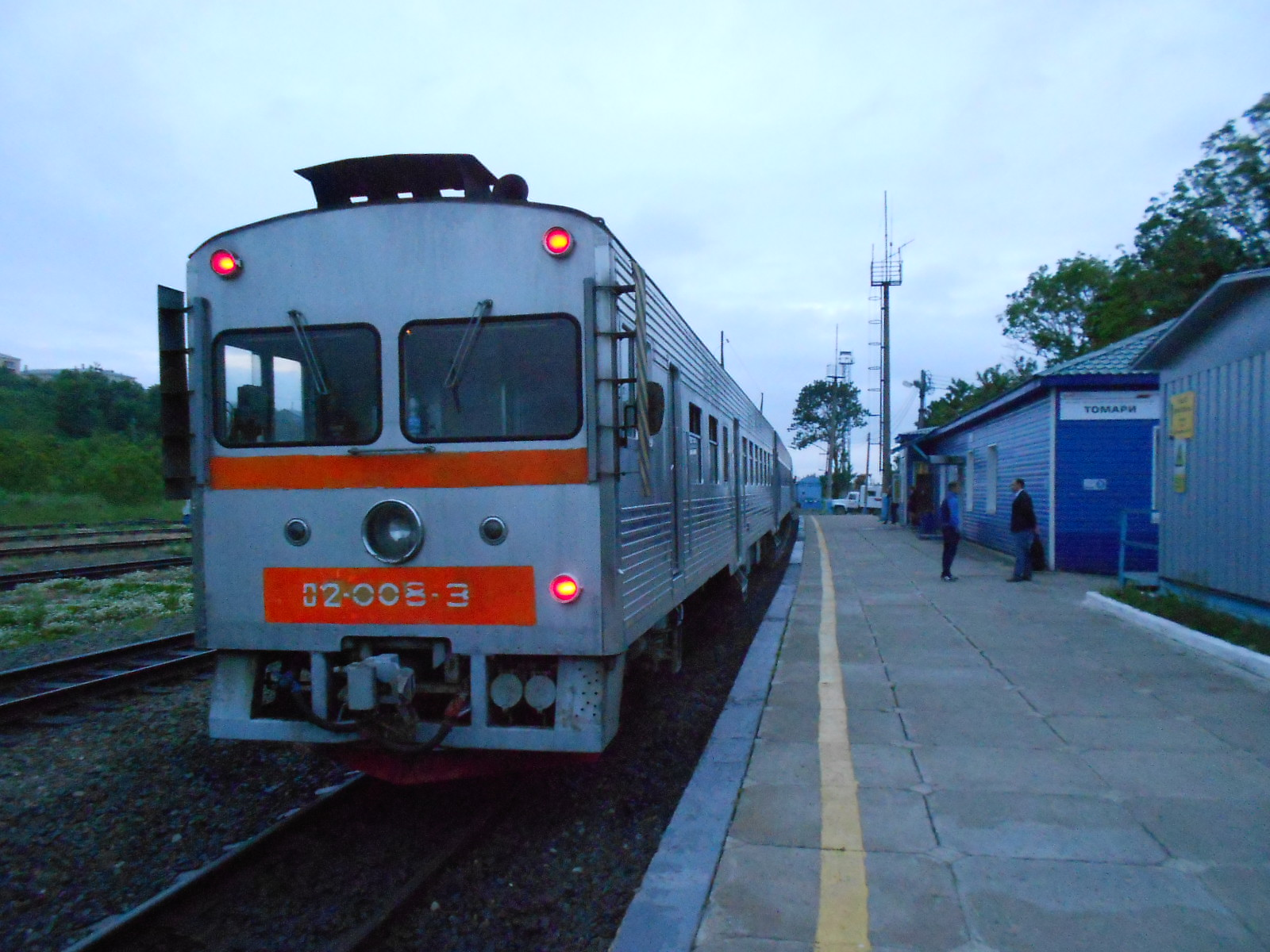
2016年6月の駅ホーム
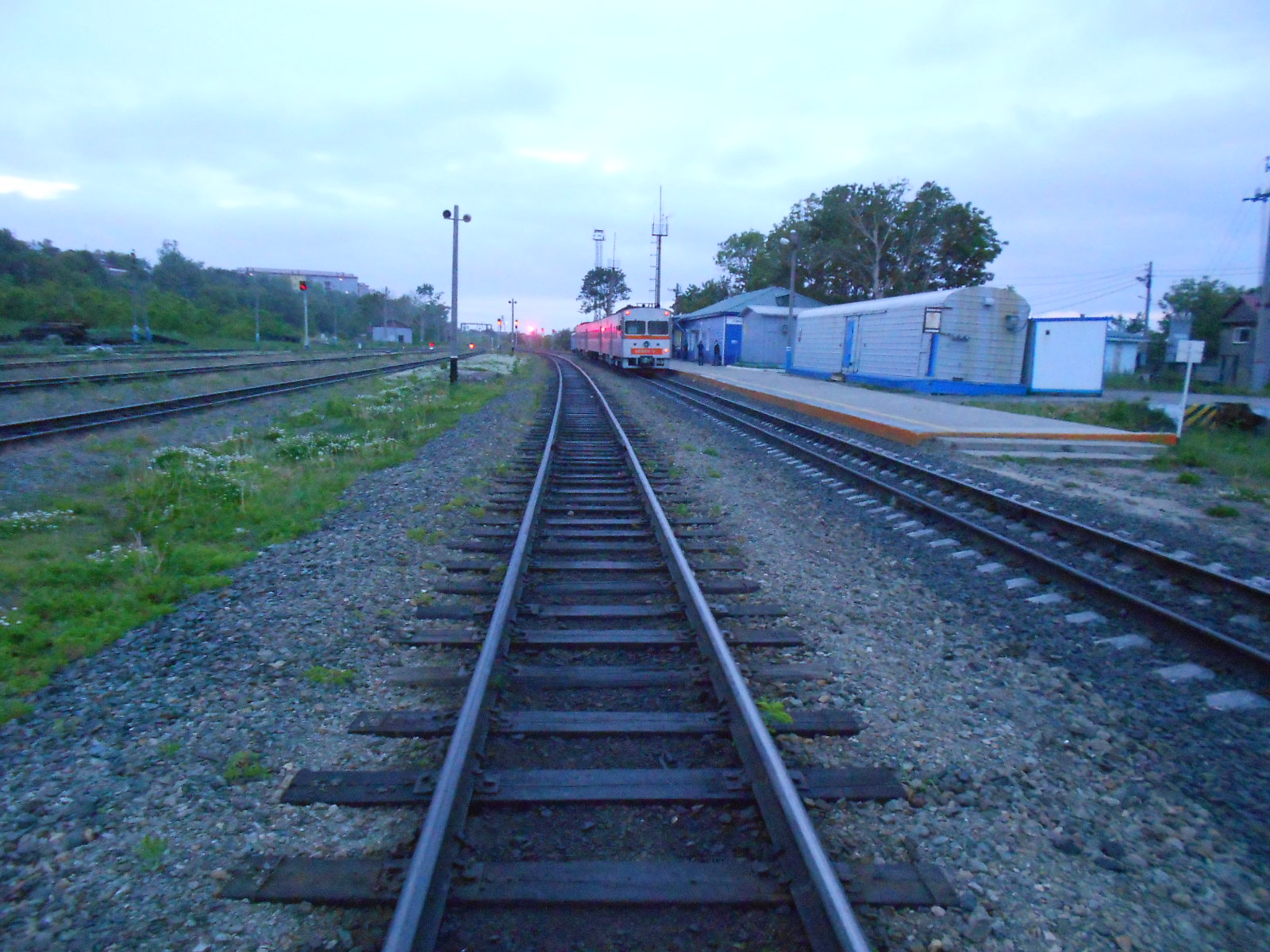
2016年6月の駅
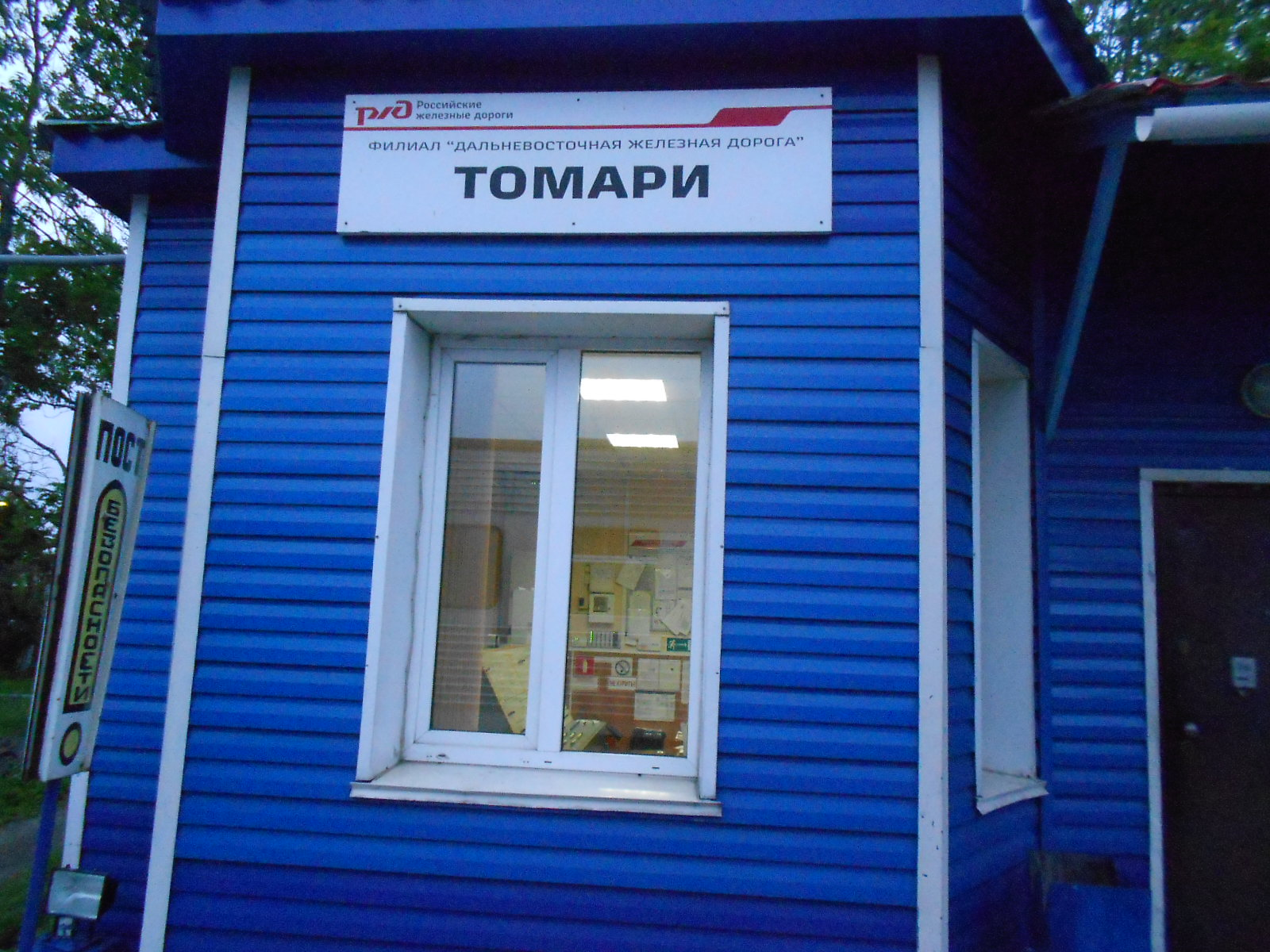
2016年6月の駅舎